# Hans Martin Steiner
Hans Martin Steiner (* 23. August 1938 in Wien; † 19. Dezember 2014) war ein österreichischer Zoologe und Ökologe. Er galt als einer der Pioniere der Ökologiebewegung in Österreich und engagierte sich 1984 gegen den Bau des Donaukraftwerkes Hainburg sowie für die Erhaltung naturnaher Strecken des Kamptales.

## Leben
Nach einem Studium der Zoologie und Paläontologie an der Universität Wien war Steiner von 1961 bis 1965 Leiter der Österreichischen Vogelwarte in Neusiedl am See. 1966 legte er seine Dissertation über die Systematik und Ökologie der Waldmäuse in den Donau-Auen von Stockerau an der Universität Wien vor. Zur selben Zeit wurde er Assistent am Institut für experimentelle Zoologie und vergleichende Anatomie und Physiologie an der Universität für Bodenkultur Wien, wo er sich 1971 habilitierte. 1977 wurde er zum außerordentlichen Professor an der Universität für Bodenkultur Wien ernannt. 1979 wurde er Leiter des Instituts für Zoologie der Universität für Bodenkultur Wien. 1981 wurde er zum ordentlichen Professor an der Universität für Bodenkultur Wien ernannt. Er unterrichtete als erster Professor der BoKu Bio-Landbau und engagierte sich für eine zoologische Basis im Studiengang Hippologie.
Steiners Interessen galten den Landwirbeltieren mit den Schwerpunkten Ornithologie und Kleinsäuger. In seinen ökologischen Studien befasste er sich mit dem Auwald und dem Ackerland. 1970 beschrieb er mit Josef Eiselt die iranische Salamanderart Paradactylodon persicus.

## Auszeichnungen
1985 erhielt er den Konrad-Lorenz-Preis für Natur- und Umweltschutz der Republik Österreich und 1997 den Wissenschaftspreis des Landes Niederösterreich.